# Akra-Halbinsel
Die Akra-Halbinsel (bulgarisch полуостров Акра poluostrow Akra) ist eine 11 km lange, 5,2 km breite und größtenteils vereiste Halbinsel an der Oskar-II.-Küste des Grahamlands auf der Antarktischen Halbinsel. Sie trennt das Exasperation Inlet im Norden vom Scar Inlet im Süden und endet nach Osten im Kap Disappointment. Das Aufbrechen des Larsen-Schelfeises und der Rückzug des Pequod-Gletschers zu Beginn des 21. Jahrhunderts legte sie frei.
Kartiert wurde sie im Jahr 2012. Die bulgarische Kommission für Antarktische Geographische Namen benannte sie 2013 nach der antiken Stadt Akra im Südosten Bulgariens.